# Гран Туризмо
 Тази статия е за филма.  За вида леки автомобили вижте Гран туризмо.  
„Гран Туризмо“ (на английски: Gran Turismo) е американска биографична спортна драма от 2023 г. на режисьора Нийл Бломкамп, а сценарият е на Джейсън Хол и Зак Бейлин. Продуциран от „Кълъмбия Пикчърс“, „ПлейСтейшън Продъкшънс“, „Тригър Стрийт Продъкшънс“ и „2.0 Ентъртейнмънт“, филмът е базиран на едноименната поредица видеоигри, разработени от Polyphony Digital. Също базиран на истинската история, във филма участват Дейвид Харбър, Орландо Блум, Арчи Мадекве, Дарън Банет, Гери Холиуел Хорнър и Джимон Унсу.

Разработката за филма, базирана на „Гран Туризмо“ започна през 2013 г., докато Майкъл Де Лука и Дейна Брунети са продуценти, а сюжетът е на Алекс Тце. През 2015 г. Джоузеф Козински трябваше да е режисьор на филма, а Джон и Ерик Хоебер трябваше да напишат нов сценарий. През 2018 г. версията на Козински вече не продължава напред. През май 2022 г. ново повторение за филма „Гран Туризмо“ започна разработка, а Бломкамп е нает да режисира. Главният актьорски състав започна през септември, докато другите актьори се подписаха през ноември. Снимките започват в Унгария на същия месец, и приключва през декември 2022 г.
В филма се разказва за младият  Ян Мандърборо, чиято мечта да е да накара баща си да бъде доволен от това че избира да бъде състезател през играта Gran Turismo 7. Накрая получава възможност да стане такъв със уникалната възможност да се съзтезава с най-добрите състезатели от Европа. 
Премиерата на филма се състои на 30 юли 2023 г. в Спа-Франкоршан, Белгия и излиза в Съединените щати на 11 август 2023 г. от „Сони Пикчърс Релийзинг“.